# ايزومي إيتو
ايزومي إيتو (باليابانية: 江藤泉) هو راكب الكنو ياباني، ولد في 10 يوليو 1935.

## وصلات خارجية
- ايزومي إيتو على موقع أوليمبيديا (الإنجليزية)